# Elaphropus borealis
Elaphropus borealis is een keversoort uit de familie van de loopkevers (Carabidae). De wetenschappelijke naam van de soort werd in 1925 gepubliceerd door Herbert Edward Andrewes. De typelocatie is Uttar Pradesh. De soort werd ook in Bengalen aangetroffen.